# Urpalanjoki
Urpalanjoki är ett vattendrag i Finland.   Det ligger i landskapen Kymmenedalen och Sydkarelen, i den sydöstra delen av landet, 170 km öster om huvudstaden Helsingfors. Ån rinner ut i Finska viken på ryska sidan.   